# Whitchurch-Stouffville
Whitchurch-Stouffville – miejscowość w Kanadzie, w prowincji Ontario, w regionie York.
Powierzchnia Whitchurch-Stouffville to 206,42 km². Według danych spisu powszechnego z roku 2021 Whitchurch-Stouffville liczy 49 864mieszkańców (241,6 os./km²).